# سيسيل فيرغسون
سيسيل فيرغسون (بالإنجليزية: Cecil Ferguson)‏ هو لاعب كرة قاعدة أمريكي، ولد في 19 أغسطس 1883 في Ellsworth, Indiana ‏ في الولايات المتحدة، وتوفي في 5 سبتمبر 1943 في مونتفيرد في الولايات المتحدة.

## وصلات خارجية
- سيسيل فيرغسون على موقعبيزبول رفرنس.كوم (الدوري الرئيسي) (الإنجليزية)
- سيسيل فيرغسون على موقعبيزبول رفرنس.كوم (الدوري الثانوي) (الإنجليزية)